# 小行星16857
小行星16857（16857 Goodall）是一颗绕太阳运转的小行星，为主小行星带小行星。该小行星于1997年12月25日发现。

## 轨道参数
小行星16857的轨道半长轴为2.4351305 UA，离心率为0.152。